# Дорн, Майкл
Майкл Дорн (англ. Michael Dorn; род. 9 декабря 1952) — американский актёр, наиболее известный ролью клингона Ворфа в телевизионных сериалах «Звёздный путь: Следующее поколение», «Звёздный путь: Глубокий космос 9» и фильмах.

## Биография

### Ранняя жизнь
Дорн родился в городе Люлинг, штат Техас, в семье Элли Ли (урождённой Наулс) и Фентресса Дорна-младшего. Он вырос в Пасадине, штат Калифорния. Поступил на факультет радио- и телекоммуникаций в Городской колледж Пасадины. Оттуда он продолжил музыкальную карьеру в качестве исполнителя в нескольких различных рок-группах, путешествуя в Сан-Франциско, а затем обратно в Лос-Анджелес.

## Карьера

### Ранние работы
Дорн впервые появился в Рокки (1976) как телохранитель Аполлона Крида, но в актёрском составе он не числится. Он также появился в качестве гостя на телешоу W.E.B. в 1978 году. Продюсер был впечатлён его работой, поэтому он представил Дорна агенту, который затем представил его преподавателю актёрского мастерства Чарльзу Конраду, после чего изучал актёрское мастерство в течение шести месяцев. Затем он получил постоянную роль в сериале CHiPs.

### Звёздный путь
Самая известная роль Дорна на сегодняшний день — роль клингона, офицера Звёздного флота, лейтенанта (позднее лейтенанта-коммандера) Ворфа в «Звёздном пути: Следующее поколение» и «Звёздный путь: Глубокий космос 9».
«Если то, что случилось с первым актёром, называется »Typecast", — говорит Дорн, — «тогда я хочу быть „Typecast“. Конечно, они не получили работу после „Трэка“. Но они делают свой шестой фильм. Назовите мне кого-нибудь ещё на телевидении, кто сделал шесть фильмов!».
Дорн появлялся на экране в большем количестве эпизодов и фильмов Звёздного пути как один и тот же персонаж, чем кто-либо другой: он появился в 175 эпизодах «Звёздного пути: Следующее поколение» (пропуская только эпизоды «Кодекс чести», «Haven» и " «Оттенки серого»), 102 эпизода из «Звёздный путь: Глубокий космос 9» и четыре фильма «Звёздный путь», в результате чего он получил 281 появление в роли Ворфа. Дорн также является одним из шести актёров, которые отдают свой голос Star Trek: Captain’s Chair, повторяя свою роль лейтенанта-коммандера Ворфа.
Появление Дорна в фильме «Звёздный путь VI: Неоткрытая страна» состоялось в роли полковника Ворфа, представляющего интересы капитана Джеймса Т. Кирка и доктора Леонарда Маккоя в суде на Qo’noS, а также разоблачающего настоящего убийцу, полковника Уэста.

Дорн принимал участие в создании эпизодов «В картах», «Инквизиция» и «Когда идёт дождь …» серии «Звёздный путь: глубокий космос 9», а также в «Звёздном пути: Энтерпрайз» эпизода «Два дня и две ночи». В 2012 году Дорн объявил о желании вернуться к своей роли клингона в телесериале, предварительно названном Star Trek: Captain Worf. Он сказал:
«Мне пришла в голову эта идея, потому что я люблю [Ворфа] и думаю, что он персонаж, который не был полностью развит и не был полностью реализован. Как только я начал размышлять над этим, для меня стало очевидным, что я хотел бы, по крайней мере, представить это там, что у меня есть, и реакция была довольно удивительной. С нами связались разные люди — я не могу сказать, кто и все такое — с желанием подняться на борт и стать частью этого».
В 2014 году Дорн принял участие в эпизоде "Звёздного пути" под названием «Fairest of the All All», выпущенного фанатом серии, отдав свой голос компьютеру Mirror Universe Enterprise.

### Прочие работы
Дорн появился в ряде телешоу, фильмов и видеоигр. Он был представителем Neutrogena T-Gel Shampoo, и появился в рекламе автомобиля Dodge Dart.
Дорн появился в роли Ворфа на Webster и Family Guy вместе с другими звёздами серии «Звёздный путь: Следующее поколение». У него была постоянная роль в телесериале Castle, где он играл терапевта детектива полиции Нью-Йорка Кейт Беккет.
Дорн появился в телевизионной рекламе Chrysler в 2012 году, как «Парень из будущего», путешественник во времени, посланный из будущего, чтобы помочь в разработке Dodge Dart 2013 года. Он также играет роль генерала Тейна в веб-сериале «Castlevania: Hymn of Blood».

## Личная жизнь
Член Ассоциации владельцев самолётов и пилотов. Дорн — опытный пилот. Он летал как с Голубыми Ангелами, так и с Громовыми Птицами. Дорн владел несколькими реактивными самолётами, в том числе Lockheed T-33 Shooting Star, которого он в шутку называет своим «звездолётом», североамериканским F-86 Sabre. В настоящее время владеет Т-39 Sabreliner. Дорн также работает в нескольких авиационных организациях, одной из которых является Фонд наследия авиации ВВС, где он входит в консультативный совет. Он дал интервью для эпизода «Частные самолёты» Modern Marvels на канале истории. В интервью 2010 года Дорн заявил, что ему был поставлен диагноз «ранняя-ранняя» стадия рака предстательной железы, что привело его к вегетарианству.

## Фильмография

### Фильмы
| Год  | Фильм                                                           | Роль                                               | Примечание                   |
| ---- | --------------------------------------------------------------- | -------------------------------------------------- | ---------------------------- |
| 1976 | Рокки                                                           | Охранник Аполло Крида                              | Дебют. Не указан в титрах    |
| 1977 | Потомство демона                                                |                                                    | В титры не вошёл             |
| 1985 | Зазубренное лезвие                                              | Дэн Хислан                                         |                              |
| 1991 | Звёздный путь 6: Неоткрытая страна                              | Клингонский адвокат/Полковник Ворф                 |                              |
| 1994 | Звёздный путь: Поколения                                        | Глава тактической службы, капитан-лейтенант Ворф   |                              |
| 1995 | Повелитель времени                                              | Председатель                                       |                              |
| 1995 | Беглецы компьютерных сетей                                      | голос Данте в виртуальной реальности               | Озвучивание                  |
| 1995 | Mission Critical                                                | Командир                                           |                              |
| 1995 | Аманда и инопланетянин                                          | Лейтенант Винт                                     | Телефильм                    |
| 1996 | Звёздный путь: первый контакт                                   | Глава тактической службы, лейтенант-коммандер Ворф |                              |
| 1997 | Разум Менно                                                     | Симон                                              |                              |
| 1998 | Звёздный путь: Восстание                                        | Глава тактической службы, лейтенант-коммандер Ворф |                              |
| 2000 | Час теней                                                       | Детектив Томас Гринвуд                             |                              |
| 2000 | Пророк смерти                                                   | Боб Боумэн                                         |                              |
| 2001 | Хрящ                                                            | Та                                                 |                              |
| 2001 | Mach 2                                                          | Роджерс                                            |                              |
| 2001 | Али                                                             | Чёрный пилот                                       |                              |
| 2002 | Face Value                                                      | Хитман                                             |                              |
| 2002 | Звёздный путь: Возмездие                                        | Глава тактической службы, лейтенант-коммандер Ворф |                              |
| 2002 | Санту Клаус 2                                                   | Песочный человек                                   |                              |
| 2003 | Ловкие руки                                                     | Джэк Торнхилл                                      |                              |
| 2003 | Уроки для ассасина                                              | Куинн                                              |                              |
| 2003 | The Interplanetary Surplus Male and Amazon Women of Outer Space | Сэм                                                | Straight-to-DVD film         |
| 2005 | Сердце свидетеля                                                | Лейтенант Ларсон                                   |                              |
| 2005 | Звёздная битва: Сквозь пространство и время                     | Король Тор                                         | озвучка                      |
| 2005 | Спуск                                                           | Генерал Филдинг                                    |                              |
| 2006 | Санта Клаус 3                                                   | Сэндмэн                                            |                              |
| 2006 | Всё, что есть у тебя                                            | Капитан пожарной службы Диас                       | Телефильм                    |
| 2006 | Ударная волна                                                   | Генерал Баскёрк                                    | Телефильм                    |
| 2006 | Падшие ангелы                                                   | Тэйлор                                             | Телефильм                    |
| 2007 | Кулак воина                                                     | Арнольд Дентон                                     |                              |
| 2007 | Ночные небеса                                                   | Кайл                                               |                              |
| 2007 | Глубоко внутри                                                  | Карл Беннетт                                       |                              |
| 2009 | Бионикл: Легенда возрождается                                   | Мата Нуи                                           | озвучка Straight-to-DVD film |
| 2012 | Странный кадр                                                   | Командир сторожевого корабля                       |                              |
| 2015 | Третий лишний 2                                                 | Рик                                                |                              |
| 2017 | Человек с Земли: Голоцен                                        | Доктор Паркер                                      |                              |
| 2018 | Unbelievable!!!!!                                               | Dr. Deystrum                                       |                              |
| 2019 | Чудо-женщина: Родословная                                       | Минотавр/Фердинанд                                 | Straight-to-DVD film         |

### Сериалы/мультсериалы
| Год            | Название                              | Роль                                                                  | Примечание                                                                         |
| -------------- | ------------------------------------- | --------------------------------------------------------------------- | ---------------------------------------------------------------------------------- |
| 1979-1982      | Калифорнийский дорожный патруль       | Офицер Жебедия Тёрнер                                                 | 31 эпизод                                                                          |
| 1981           | Тихая пристань                        | Медик                                                                 | Эпизод: «The Vigil»                                                                |
| 1985           | 227                                   | Друг Лестера                                                          | 1 эпизод                                                                           |
| 1986           | Охотник                               | Патрульный                                                            | Эпизод: «Waiting for Mr. Wrong»                                                    |
| 1985-1986      | Дни нашей жизни                       | Джимми                                                                |                                                                                    |
| 1987-1994      | Звёздный путь: Следующее поколение    | Офицер по тактике/Начальник службы безопасности Ворф                  | 175 эпизодов                                                                       |
| 1988           | Чтение радуги                         | Камео/в роли самого себя                                              | Эпизод: «The Bionic Bunny Show»                                                    |
| 1989           | Webster                               | Офицер по тактике/Начальник службы безопасности Ворф                  | Эпизод"Webtrek"                                                                    |
| 1991-1994      | Динозавры                             | Старейшина                                                            |                                                                                    |
| 1994           | Коты быстрого реагирования            | Мутилор                                                               | озвучка                                                                            |
| 1994-1997      | Гаргульи                              | Колдстоун Таурус                                                      | озвучка                                                                            |
| 1995           | World of Wonder                       | Самого себя                                                           |                                                                                    |
| 1995-1996      | Фантастическая четвёрка               | Горгон                                                                | озвучка                                                                            |
| 1995-1999      | Звёздный путь: Глубокий космос 9      | Лейтенант-коммандер Ворф Военный советник / первый офицер «Дефайента» | 102 эпизода                                                                        |
| 1995-2000      | За гранью возможного                  | Пете Клэридж                                                          | Эпизод: «The Voyage Home»                                                          |
| 1996           | Приключения из Книги Добродетелей     | Аполло                                                                | 1 эпизод озвучка                                                                   |
| 1996           | Капитан Симиан и космические обезьяны | Лорд Небула                                                           | 2 эпизода                                                                          |
| 1996-2000      | Супермэн                              | Калибак Сталь                                                         | озвучка                                                                            |
| 1997-1999      | Я — горностай                         | Горностай                                                             | озвучка                                                                            |
| 2000           | Китайский городовой                   | Член совета Тайнан                                                    | Эпизод: «No Quarter»                                                               |
| 2001           | Седьмое небо                          | Мистер Джонсон                                                        |                                                                                    |
| 2002           | Through the Fire                      | Мичел Коллинз                                                         |                                                                                    |
| 2003           | Лига справедливости                   | Калибак                                                               | озвучка                                                                            |
| 2003           | Ким Пять-с-плюсом: Борьба во времени  | Руфус 3000                                                            | озвучка                                                                            |
| 2003           | Человек-паук                          | Охотник Крэйвен                                                       | озвучка                                                                            |
| 2003-2005      | Дак Доджерс                           | The Martian Centurion Robots, Captain Long, Klunkin Warrior           | озвучка                                                                            |
| 2004-2005      | Megas XLR                             | R.E.G.I.S. Mark V and Number 14                                       | озвучка                                                                            |
| 2004-2007      | Дэнни-призрак                         | Fright Knight                                                         | озвучка                                                                            |
| 2005           | Лига справедливости                   | Калибак                                                               | озвучка                                                                            |
| 2005,2009,2010 | Гриффины                              | Лейтенант Ворф                                                        | Эпизоды «Peter’s Got Woods», «Not All Dogs Go to Heaven» и «It’s a Trap!», озвучка |
| 2009           | Бэтмен: Отважный и смелый             | Бейн Вандал Сэвидж                                                    | озвучка                                                                            |
| 2009           | Герои                                 | Президент Соединённых Штатов                                          | Эпизод: «An Invisible Thread»                                                      |
| 2010           | Время приключений                     | Горк                                                                  | озвучка                                                                            |
| 2011-2015      | Касл                                  | Доктор Карвер Бёрк                                                    |                                                                                    |
| 2011           | Клуб Винкс                            | Лорд Даркар                                                           | озвучка                                                                            |
| 2012,2014      | Обычный мультик                       | Демон Томас                                                           | 2 эпизода, озвучка                                                                 |
| 2015           | Конмэн                                | Камео                                                                 | Эпизод: «Thank You for Your Service»                                               |
| 2015-2016      | Черепашки-ниндзя                      | Капитан Мозар                                                         | 8 эпизодов, озвучка                                                                |
| 2016           | Дядя Деда                             | Дополнительные голоса                                                 | 4 эпизода, озвучка                                                                 |
| 2016           | Internity                             | Ворф                                                                  |                                                                                    |
| 2016-2017      | Стрела                                | Прометей (Голос)                                                      | 7 эпизодов (не указан в титрах)                                                    |
| 2017           | Супергёрл                             | Прометей (Голос)                                                      | «Кризис на Земле X»                                                                |
| 2017           | Храбрейшие воины                      | Пилот Армады                                                          | озвучка                                                                            |
| 2017           | Суперособняк                          | Астерос                                                               | озвучка                                                                            |
| 2017           | Трансформеры: Возвращение Титанов     | Fortress Maximus                                                      | озвучка                                                                            |
| 2017-по н.в.   | Хранитель Лев                         | Бупу                                                                  | 8 эпизодов, озвучка                                                                |
| 2018           | Окей, Кей О! Будем героями            | Красный удар Горностай                                                | Эпизод: «Crossover Nexus»                                                          |
| 2020-2023      | Звёздный путь: Пикар                  | Ворф                                                                  | Эпизод: «Отключение»                                                               |

### Видеоигры
| Год  | Игра                                           | Роль                     |
| ---- | ---------------------------------------------- | ------------------------ |
| 1993 | Gabriel Knight: Sins of the Fathers            | Доктор Джон              |
| 1993 | Stellar 7: Draxon’s Revenge                    | Нарратор                 |
| 1995 | Mission Critical                               | Капитан Дайна            |
| 1995 | Star Trek: The Next Generation — A Final Unity | Лейтенант Ворф           |
| 1997 | Star Trek Generations                          | Лейтенант-коммандер Ворф |
| 1998 | Fallout 2                                      | Маркус/Фрэнк Хорриган    |
| 2000 | Star Trek: Armada                              | Амбассадор Ворф          |
| 2000 | Star Trek: Klingon Academy                     | Ток Мак                  |
| 2000 | Star Trek: Deep Space Nine: The Fallen         | Лейтенант-коммандер Ворф |
| 2000 | Star Trek: Invasion                            | Лейтенант-коммандер Ворф |
| 2001 | Emperor: Battle for Dune                       | Ахилеус                  |
| 2004 | World of Warcraft                              | Разные персонажи         |
| 2006 | Star Trek: Legacy                              | Лейтенант-коммандер Ворф |
| 2008 | Saints Row 2                                   | Маэро                    |
| 2008 | Lego Indiana Jones: The Original Adventures    | Казим                    |
| 2010 | Mass Effect 2                                  | Гататог Увенк            |
| 2010 | Fallout: New Vegas                             | Маркус                   |
| 2010 | StarCraft II: Wings of Liberty                 | Тассадар                 |
| 2013 | Saints Row IV                                  | Маэро                    |
| 2013 | Star Trek: Online                              | Амбассадор Ворф          |
| 2015 | Infinite Crisis                                | Болотная тварь           |
| 2015 | Code Name: S.T.E.A.M.                          | Джон Генри               |
| 2015 | StarCraft II: Legacy of the Void               | Оурос/ Ксел’Нага         |
| 2016 | Master of Orion: Conquer the Stars             | Нарратор                 |
| 2017 | XCOM 2: War of the Chosen                      | Пратал Мокс              |
| 2018 | Lego DC Super-Villains                         | Калибак                  |
| 2019 | Indivisible                                    | Раваннавар               |